# Past Lives (Against the Current)
Past Lives è il secondo album in studio del gruppo musicale statunitense Against the Current, pubblicato il 28 settembre 2018 per la Fueled by Ramen.

## Tracce
1. Strangers Again – 3:42 (Andrew Goldstein, Nick Long)
2. The Fuss – 2:50 (Thomas Schleiter, Trent Dabbs)
3. I Like The Way – 3:23 (Andrew Goldstein, Nolan Sipe)
4. Personal – 3:24 (Andrew Goldstein, Sarah Hudson)
5. Voices – 3:24 (Andrew Goldstein, Jesse St. John, Sarah Hudson)
6. Scream – 3:00 (Allie Hughes, Jesse St. John, Leroy Clampitt, Thomas Schleiter)
7. Almost Forgot – 3:28 (Andrew Goldstein, Brittany Amaradio, Steph Jones)
8. P.A.T.T. – 2:33 (Andrew Goldstein, Jessica Karpov, Nolan Sipe)
9. Friendly Reminder – 3:09 (Andrew Goldstein, Jesse St. John)
10. Come Alive – 3:24 (Maika Maile, Michael Ferri)
11. Sweet Surrender – 3:32 (Allison Veltz, Thomas Schleiter)

Durata totale: 35:49
Tracce bonus edizione deluxe (Giappone)
1. NIJI – 5:01
2. Eyes Like Guns – 3:19

## Classifiche
| Classifica (2018) | Posizione raggiunta |
| ----------------- | ------------------- |
| Giappone          | 185                 |
| Regno Unito       | 86                  |

## Formazione
- Chrissy Costanza – voce solista
- Daniel Gow – chitarra, cori
- William Ferri – batteria, cori